# Сулејман ибн Абд ел Малик
Сулејман бин Абд ел Малик (арап. سليمان بن عبد الملك‎) (674 – 22. септембар 717.) био је Омејадски калиф који је владао од 715. до 717. Његов отац је био Абд ел Малик ибн Марван и био је млађи брат претходног калифа, Ел Валида I.

## Младост
За време владавине свог брата Ел Валида он је био гувернер Палестине. У племенској политици Блиског истока у то време (конфликт Кајс-Јаман) он се придружио Јаманима. Када је Јазид ибн ел Мухалаб побегао од Ел Хаџаџа, кренуо је код Сулејмана у Палестину. Сулејман му је пружио уточиште. Ел Хаџаџ је притиснуо Ел Валида поводом тога, а калиф је наредио Сулајману да му пошаље Јазида у ланцима. Сулајман је имао свог сина који га је заменио као и Јазида у одлакску код Ел Валида и презентовао упечатљиво написано писмо Сулаимана који инсистира на безбедности за Јазида. Ел Валид је ово прихватио и затим обавестио Ел Хаџаџа.

## Претпоставка моћи као калифа и његова именовања
Сулаиман је проглашен за калифа 23. фебруара 715, када је умро Ел Валид. Он је поставио Јазид ибн ел Мухалаба за гувернера Месопотамије (Ирак) и за финансијског администратора Салих ибн Абд ел Рахмана. Салиху је такође наложено да ухапси и погуби породицу Ел Хаџаџа, једног од два истакнута лидера (други је био Кутајба бин Муслим) који је подржао сукцесију Ел Валидовог сина Јазида, а не Сулејмана. Ел Хаџаџ преминуо Ел Валида, тако да више није био жив и бпредстављао претњу.
Кутаиба је био прилично узнемирен када је Сулејман дошао на власт. Прво је послао изасланика калифу са писама у којима је исказао своју лојалност пошто је био лојалан претходним калифама, позивајући Сулејмана да не замени Кутаиба као гувернера Хорасана са Јазидом ибн ел Мухалабом и, коначно, када је изасланик стигао видео је Сулејманово фаворизовање и Јазида што је касније за последицу имало Кутаибахово одрицање од дотадашње привржености Сулејману. Сулајман је послао изасланика са потврдом гувернерства Кутаиба. Међутим, Кутаиба је већ покушао да се побуни. Кутаибине једнице су одбациле његову жалбу на побуну, убиле га и упутиле главу Сулејману.
Сулејман је поставио за гувернера Хорасана Јазида ибн ел Мухалаба. Јазид је био срећан што је побегао од финансијске строгости Салих ибн Абд ел Рахмана у Месопотамији (Ирак).

## Политика као калиф
Док је остао близа Јаманиса, Сулајман се није преселио у Дамаск да би постао калиф, већ је остао у Рамли у Палестини. Његов хорасански гувернер Јазид наставио је ширење у планинским деловима Ирана, као што је Табаристан. Сулејман је такође послао велику војску под Маслама ибн Абд ел Маликом да нападне византијску престоницу, Константинопољ. Ово је био одлучан напад који је трајао током зиме. Калифове војске су такође напредовале ван византинске територије и заузеле словенско упориште. Опсада Цариграда изазвала је глад у граду и међу опсадницима. После интервенције Бугарске на византијској страни, на крају се показала као неуспешна. Сулајман је био на путу да нападне византску границу када је умро 717. године. Сулајман је освојио архипелаг Дахлак од Краљевине Аксум, који је од тада постао део калифата, иако се касније опоравио у 9. веку и био вазал Етаропског цара.
На домаћој сцени имао је бунаре у Меки за ходочаснике и организовао примену молитве. Сулаиман је био познат по својим изузетним ораторским вештинама и био је лепо упамћен.

## Именовање наследника
Године А.Х. 98 (716-717) Сулејман је именовао сина Ајуба за наследника престола. Међутим, Ајуб је умро исте године. Сулејман је размотрио именовање другог сина којим би га заменијо. Међутим, добио је савет да је несигурно да је син који се бори у Цариграду био још жив, а други су били премлади. Дакле, он је прешао преко овога, прекинуо је са традицијом не одржавајући наследну династију и поставио Омар ибн Абд ел Азиза за свог наследника. Омар је имао репутацију као један од најмудрих, способнијих и побожнијих особа тог доба. Ово именовање је било ретко, иако је технички испуњавало сунитски исламски метод именовања наследника, док наследно наследство не.

## Смрт
Сулејман је обукао прелепу зелену хаљину и турбан и гледајући себе у огледало прокоментарисао да изгледа као да је у првом животу. Недељу дана касније, он је био мртав. Умро је 22. септембра или 1. октобра 717. године. Ел Табари бележи следећу анегдоту: "Према" Али - Сухаим б. Хафс: Једног дана је једну девојку која је била његова робиња Сулаиман погледао и питао је: "Како ти се свиђа оно што видиш?" Рекла је:
Ти си најбољи објекат одушевљења - ако би само прошао. / Али човек не поседује бесмртност.
Не знам ни за какву грешку у вама / које имају други људи, осим што ћете пропасти.
Био је сахрањен у Дабику након своје смрти. Гробница је уништена након што је ИСИС преузео град у августу 2014. године.